# Nara Club
El Nara Club (奈良クラブ Nara Kurabu?) es un equipo de Fútbol de Japón que juega en la J3 League, la tercera división nacional.

## Historia
Fue fundado en el año 1991 en la ciudad de Nara, Nara con el nombre Tonan Club (都南クラブ Tonan Kurabu?) y pasó a ser miembro de la Asociación de Fútbol de Nara. El club ascendío por primera vez a la primera división en 1997.  Adoptó su nombre actual en 2008 y al año siguiente participa por primera vez en las ligas regionales. En 2014 es campeón de la liga regional e ingresa a la Japan Football League en 2015.
El 5 de noviembre de 2022 logra el ascenso a la J3 League por primera vez en su historia luego de vencer al Veertien Mie por 1–0 con gol de Sotaro Yamamoto al minuto 86 poco antes de que finalizara la temporada. El equipo de Nara luego de ocho temporadas consecutivas en la JFL. El 20 de noviembre de 2022 el Nara aseguró el título de la JFL luego de empatar 1–1 ante el Sony Sendai en la última jornada. Un gol diferencia de +10 sobre el FC Osaka determinó el título de liga.

## Evolución del Uniforme
| Local       | Local | Local | Local | Local |
| ----------- | ----- | ----- | ----- | ----- |
| 2009 - 2010 | 2011  | 2012  | 2013  | 2014  |
| 2015        | 2016  | 2017  | 2018  | 2019  |
| 2020        | 2021  | 2022  | 2023  | 2024  |

| Visita      | Visita | Visita | Visita | Visita |
| ----------- | ------ | ------ | ------ | ------ |
| 2009 - 2010 | 2011   | 2012   | 2013   | 2014   |
| 2015        | 2016   | 2017   | 2018   | 2019   |
| 2020        | 2021   | 2022   | 2023   | 2024   |

## Palmarés
- Japan Football League (1): 2022
- Kansai League Division 1 (2): 2011, 2014
- Kansai League Division 2 (1): 2009
- Nara Division 1 (3): 2001, 2004, 2006
- Nara Division 2 (1): 1996
- Nara Division 3 (1): 1995
- Nara Division 4 (1): 1994
- Nara Division 5 (1): 1993

## Entrenadores
| Nombre              | País   | Periodo      | Periodo        |
| Nombre              | País   | Desde        | Hasta          |
| ------------------- | ------ | ------------ | -------------- |
| Koji Yamaguchi      | Japón  | 1991         | 2009           |
| Ken'ichiro Fujimoto | Japón  | 2010         | 2011           |
| Satoru Yoshida      | Japón  | Enero 2011   | Diciembre 2011 |
| Masashi Hachūda     | Japón  | Enero 2012   | Julio 2012     |
| Jiro Yabe           | Japón  | Julio 2012   | Octubre 2013   |
| Jun Mizukoshi       | Japón  | Octubre 2013 | Enero 2014     |
| Atsushi Nakamura    | Japón  | Febrero 2014 | Enero 2017     |
| Norihiro Satsukawa  | Japón  | Febrero 2017 | Enero 2019     |
| Koichi Sugiyama     | Japón  | Febrero 2019 | Enero 2020     |
| Maiki Hayashi       | Japón  | Febrero 2020 | Enero 2021     |
| Julián Marín Bazalo | España | Febrero 2021 | Presente       |